# Gary Garland
Gary Joseph Garland Houston (East Orange, 12 ottobre 1957) è un ex cestista e cantante statunitense, professionista nella NBA.

## Carriera
Venne selezionato dai Denver Nuggets al secondo giro del Draft NBA 1979 (30ª scelta assoluta).

## Vita privata
Garland è figlio della cantante Cissy Houston, ed è pertanto fratello della cantante Whitney Houston, nonché cugino delle cantanti Dionne e Dee Dee Warwick. Dopo la fine della sua carriera come cestista ha partecipato spesso ai concerti della sorella come corista.